# Club Social y Deportivo Glorias Argentinas
El Club Social y Deportivo Glorias Argentinas, más conocido como Glorias Argentinas, es una entidad deportiva de Argentina con sede en el barrio porteño de Mataderos. En el club se practican distintas disciplinas deportivas como el Baby fútbol, futsal, gimnasia deportiva, o taekwondo, pero el fuerte del club se encuentra en la práctica del Voleibol, en donde su equipo compite en el máximo nivel de la Federación Metropolitana de Voleibol.

## Historia
El club nace a raíz de la idea de un grupo de jóvenes del barrio porteño de Mataderos de poder tener un lugar propio donde desarrollar la actividad deportiva. Primero consiguen que el padre de uno de ellos les permita hacerlo en el fondo de su casa, en la calle Bragado 6840, para luego alquilar una pieza en una casa ubicada en la calle Andalgalá 1989. Sería allí donde el 3 de febrero de 1941 fundarían el Club Social y Deportivo Glorias Argentinas, eligiendo los colores rojo y blanco como estandartes. Más adelante, en el año 1942, se mudarían a su ubicación actual, en Bragado 6875, primero mediante un contrato de alquiler para luego, en 1945, bajo la presidencia de Miguel Orlando y con el aporte económico de vecinos y socios, hacer efectiva la compra del predio. Con el tiempo el club fue ampliando sus actividades deportivas y culturales, abarcando la práctica del básquet, pelota-paleta, bochas, patín, folclore, tango y gimnasia.
En 2010 el club recibe el reconocimiento por parte de la Legislatura de la Ciudad Autónoma de Buenos Aires, quien lo declara sitio "de interés social, cultural y deportivo". Más tarde, en 2012, y como resultado de la intensa tormenta de abril de ese año, pierde el techo de su gimnasio y ve paralizada sus funciones por unos meses, aunque luego gracias a un aporte del gobierno nacional pudo reconstruir las instalaciones y recuperar su ritmo de funcionamiento.
Actualmente, en el ámbito deportivo la disciplina más fuerte con la que cuenta el club es el voleibol, en donde participa en el más alto nivel del vóley metropolitano, la División de Honor, alcanzando por ejemplo la final de la Copa Chulo Olmo en el año 2022, y contando con jugadoras, como María Sol Calvete, que han participado de un mundial juvenil con las Panteritas.En 2025 participó de la Liga Nacional, la segunda categoría argentina de voley femenino.

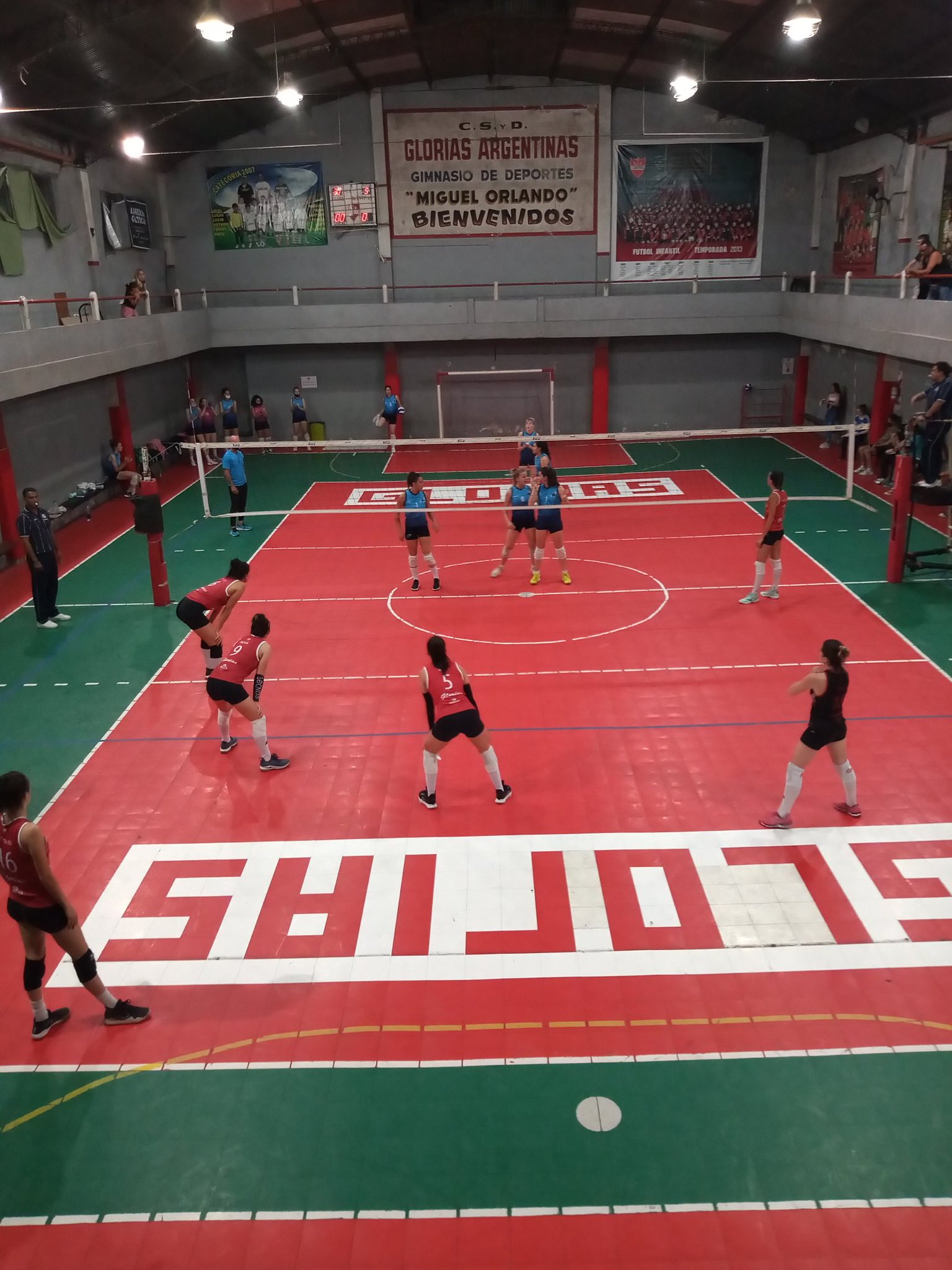
Un partido de vóley de primera división en el gimnasio "Miguel Orlando" perteneciente al Club Glorias Argentinas

## Bar notable
Además de su actividad deportiva, el club cuenta con un bufé dentro del mismo, que funciona como bar autónomo y cuenta con una profunda historia dentro del mundo del tango. Inaugurado el 21 de diciembre de 1941, por sus instalaciones han pasado nombres como Aníbal Troilo, Astor Piazzolla, Alberto Castillo, Hugo del Carril, Oscar Alemán y muchos otros. Su impronta es tal que en su escenario se filmó una escena para la película Tango feroz, y otra para "Café de los maestros", documental producido por Gustavo Santaolalla. En el año 2009 la legislatura de la Ciudad Autónoma de Buenos Aires lo designó como bar notable de la ciudad, siendo el único que funciona dentro de un club.